# Associazione Calcio Prato 1968-1969
Questa pagina raccoglie le informazioni riguardanti l'Associazione Calcio Prato nelle competizioni ufficiali della stagione 1968-1969.

## Rosa
| N. |                   | Ruolo | Calciatore        |
| -- | ----------------- | ----- | ----------------- |
|    | Italia (bandiera) | C     | Mario Barbareschi |
|    | Italia (bandiera) | D     | Vladimiro Batini  |
|    | Italia (bandiera) | D     | Alberto Benini    |
|    | Italia (bandiera) | A     | Sergio Biliotti   |
|    | Italia (bandiera) | A     | Renzo Brando      |
|    | Italia (bandiera) | C     | Dario Cavallito   |
|    | Italia (bandiera) | A     | Danilo Centazzo   |
|    | Italia (bandiera) | P     | Alberto Corti     |
|    | Italia (bandiera) | C     | Otello Ferri      |
|    | Italia (bandiera) |       | Flachi            |
|    | Italia (bandiera) | C     | Antonio Fusari    |
|    | Italia (bandiera) | A     | Emo Giannotti     |
|    | Italia (bandiera) | A     | Bruno Graziani    |

| N. |                   | Ruolo | Calciatore        |
| -- | ----------------- | ----- | ----------------- |
|    | Italia (bandiera) | D     | Carlo Guasti      |
|    | Italia (bandiera) | A     | Santino Maestri   |
|    | Italia (bandiera) | D     | Sergio Magelli    |
|    | Italia (bandiera) | C     | Martino Michelini |
|    | Italia (bandiera) | P     | Giacomo Midili    |
|    | Italia (bandiera) | C     | Ezio Minigutti    |
|    | Italia (bandiera) | C     | Silvio Scapecchi  |
|    | Italia (bandiera) | C     | Antonio Scatizzi  |
|    | Italia (bandiera) | C     | Paolo Vegni       |
|    | Italia (bandiera) | D     | Claudio Viviani   |
|    | Italia (bandiera) | P     | Martino Zaccheddu |
|    | Italia (bandiera) | D     | Luciano Zecchini  |